# Museu Nacional d'Història Natural (Estats Units)
|  | Aquest article tracta sobre el museu nacional estatunidenc. Vegeu-ne altres significats a «Museu Nacional d'Història Natural». |

El Museu Nacional d'Història Natural (National Museum of Natural History) és un museu d'història natural gestionat per la Smithsonian Institution, que es troba a la National Mall a Washington DC.
Les col·leccions del museu contenen més de 125 milions d'exemplars de plantes, animals, fòssils, minerals, roques, meteorits i objectes culturals humans. És el segon museu més popular de la Smithsonian i també alberga uns 185 científics que estudien la història natural professionalment — el grup de científics dedicats a l'estudi de la història natural i cultural més gran del món, així com el museu d'història natural més visitat del món. Hi treballen més de 1.000 persones.

## Col·leccions
Les mostres més importants de la planta baixa (entrada pel National Mall) són la sala de mamífers Kenneth E. Behring, que mostra mamífers dissecats de tot el món, alguns dels quals van ser col·leccionats pel president Theodore Roosevelt. També a la primera planta hi ha la sala de dinosaures. Al costat d'aquesta sala està l'exposició sobre l'evolució de la Terra, que ens porta fins al Precambrià. També es poden veure objectes de cultures orientals. Conserva la col·lecció de mol·luscs d'aigua dolça del malacòleg Isaac Lea (1792-1886).
La primera planta disposa de la Col·lecció Nacional de Gemmes, a la sala de geologia, gemmes i minerals Janet Annenberg. L'objecte més destacat és el Diamant Hope. També a la primera planta hi ha el zoològic d'insectes Orkin. La resta de la planta està ocupada amb un cinema IMAX que presenta pel·lícules de vida salvatge, geografia i naturalesa.
Al soterrani es pot trobar la botiga del museu, la cafeteria i l'auditori. Es pot contemplar una col·lecció de cent ocells que viuen a la zona metropolitana de Washington DC.